# Sumber Ketempah
Sumber Ketempah is een bestuurslaag in het regentschap Jember van de provincie Oost-Java, Indonesië. Sumber Ketempah telt 4818 inwoners (volkstelling 2010).